# EcoRV

Secuencia de ADN que reconoce EcoRV. La línea verde representa el sitio de corte.

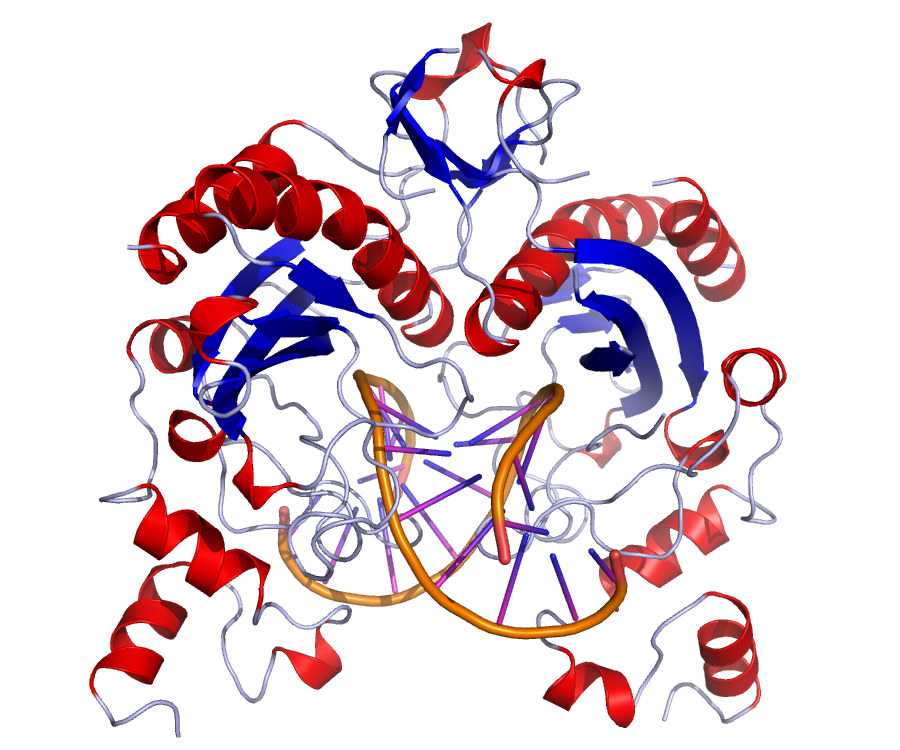
Estructura de EcoRV ligada a ADN doble hebra.

EcoRV (pronunciada "eco R cinco", número CAS 83589-02-0 , EC 3.1.21.4) es una endonucleasa de restricción tipo II aislada de ciertas cepas de Escherichia coli. Tiene el nombre alternativo de Eco32I.
En biología molecular, es una endonucleasa de uso común que crea cortes con extremos romos. La enzima reconoce la secuencia de ADN palindrómica de 6 bases: 5'-GAT | ATC-3' y hace un corte en vertical. La secuencia complementaria es 3'-CTA | TAG-5'. Los extremos son romos y pueden ser ligados a un sitio de clonación de extremo romo fácilmente, pero con menor eficacia que un extremo pegajoso.

## Estructura
EcoRV ha sido co-cristalizada con la secuencia que normalmente corta. Este cristal se utilizó para resolver la estructura del complejo. El núcleo de la enzima se compone de cinco láminas beta flanqueadas por hélices alfa. El núcleo se conserva en todas los demás endonucleasas de restricción de tipo II. También cuenta con un subdominio de dimerización N-terminal formado por una hélice alfa corta, dos láminas beta antiparalelas, y una hélice alfa larga. Este subdominio se encuentra sólo en EcoRV y PvuII.

## Modo de acción
Al igual que EcoRI, EcoRV forma un homodímero en solución antes de unirse y actuar en su secuencia de reconocimiento. Inicialmente, la enzima se une débilmente a un sitio no específico en el ADN. Luego se desplaza aleatoriamente a lo largo de la molécula de ADN hasta que encuentra el sitio de reconocimiento específico. EcoRV tiene una alta especificidad para su secuencia de ADN blanco. La unión de la enzima induce un cambio conformacional en el ADN, doblándolo aproximadamente 50°. El doblar el ADN resulta en el desapilamiento de las bases, la ampliación del surco menor, y la compresión del surco mayor. Esto hace que el enlace fosfodiester se rompa cerca del sitio activo de la enzima, donde puede ser escindida. El corte se produce dentro de la secuencia de reconocimiento, y no requiere de la hidrólisis de ATP. EcoRV es la única  endonucleasa de restricción de tipo II que se conoce que provoca un importante cambio conformacional en el ADN, inducido por proteínas.

## Usos
EcoRV se usa a menudo para cortar un vector plasmídico e insertar un gen de interés en la clonación de genes. La enzima es suministrada por muchos fabricantes y requiere de seroalbúmina bovina para funcionar correctamente.